# سلما انگل-واینبرگ
سلما انگل-واینبرگ (هلندی: Selma Engel-Wijnberg; ۱۵ مهٔ ۱۹۲۲ – ۴ دسامبر ۲۰۱۸) اهل هلند بود. یکی از دو قربانی یهودی هلندی بازمانده از هولوکاست بود. او در قیام ۱۹۴۳ در لهستان که پنهان شده‌بود توانست فرار کند و از جنگ جان سالم به در برد. انگل واینبرگ با خانواده خود در ۱۹۵۷ به آمریکا مهاجرت کرد و در ایالت کنتیکت اقامت گزید. او بار دیگر به اروپا بازگشت تا در برابر جنایتکاران جنگی شهادت دهد. در سال ۲۰۱۰، او در هلند بود تا افتخار دولتی شوالیه به عنوان جایزه ناسا دریافت کند.

## زندگی‌نامه
واینبرگ در یک خانواده یهودی در خرونینگن، هلند زاده شد. او در زووله، جایی که پدر و مادرش صاحب هتل واینبرگ بودند، بزرگ شد. در آنجا در مدارس محلی به تحصیل اشتغال داشت. پنج روز قبل از ۱۸ سالگی واینبرگ، آلمان‌ها در ۱۰ مه ۱۹۴۰ به هلند حمله کردند. آن‌ها به زودی یهودیان را تحت تعقیب قرار دادند. در سپتامبر ۱۹۴۲ واینبرگ اولین بار در اوترخت و بعدها در ده‌بیلت مخفی شد.

## مرگ
چایم انگل همسر واینبرگ در سال ۲۰۰۲ در برانفورد، کنتیکت درگذشت؛ و انگل واینبرگ در چهارم دسامبر ۲۰۱۸ در سن ۹۶ سالگی در برانفورد، کانتیکت، درگذشت.